# Белокопытник японский
Белокопы́тник япо́нский, или Белокопы́тник широ́кий (лат. Petasítes japónicus, syn. Petasites amplus) — многолетнее травянистое корневищное растение, вид рода Белокопытник (Petasites) семейства Астровые (Asteraceae). Используется как пищевое и декоративное растение.

## Название
Местное население российского Дальнего Востока называет растение «лопухом».

## Распространение
Растёт в Корее, Китае, Японии. В России встречается на Курильских островах и острове Сахалин.
Один из природных символов японской префектуры Акита (остров Хонсю).
Растение нередко образует заросли, являясь одним из основных элементов крупнотравья. Встречается по берегам рек и ручьёв, на морских побережьях около устьев ручьёв, в местах с проточным увлажнением, а также в тех местах в нижней части склонов морских террас, в которых имеются выходы ключей. Встречается также среди крупных камней по днищам кратеров вулканов.

## Биологическое описание

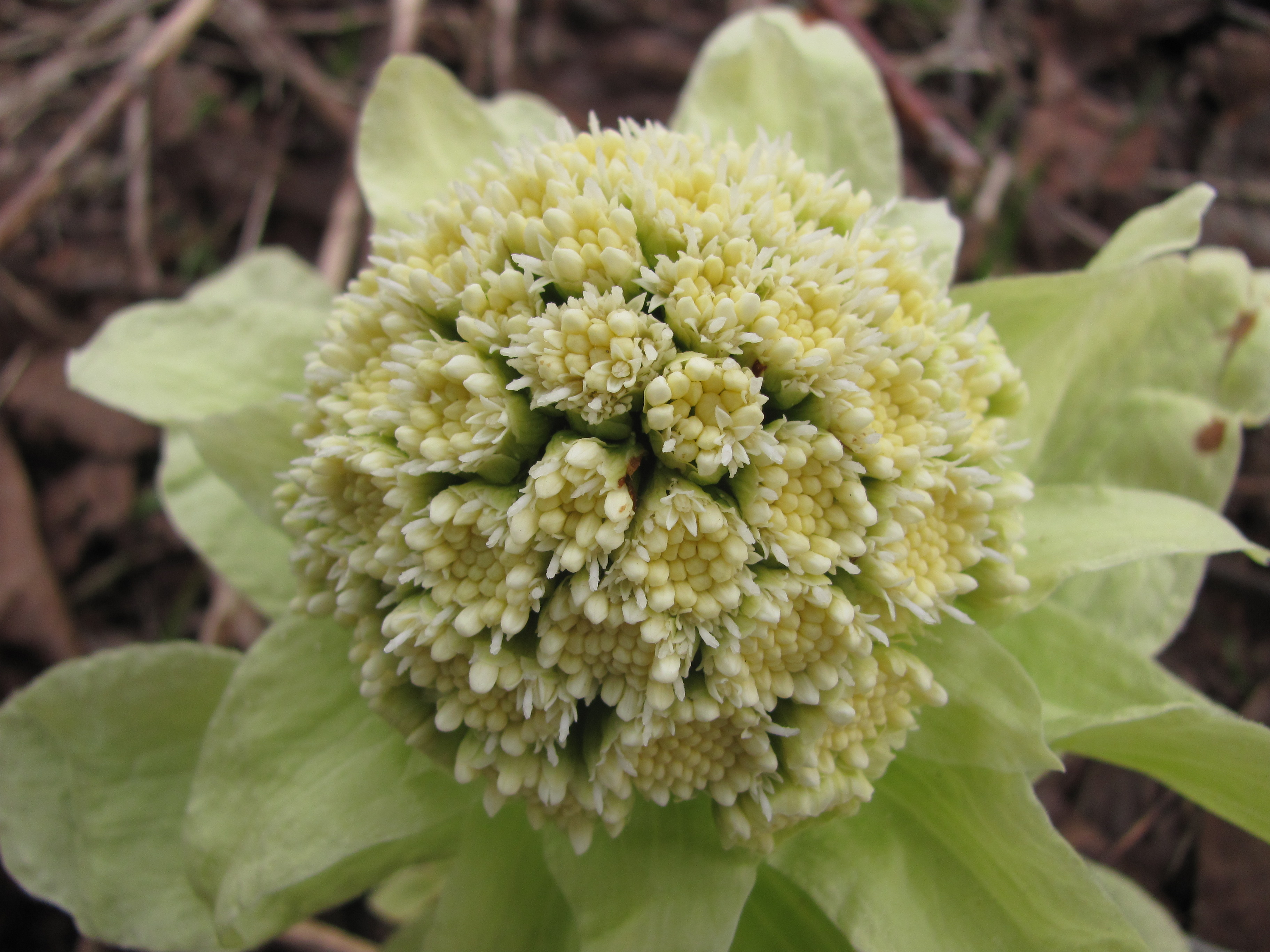
Белокопытник японский. Окрестности Южно-Сахалинска

Многолетнее травянистое растение с длинным ветвистым корневищем толщиной от 5 до 10 мм.

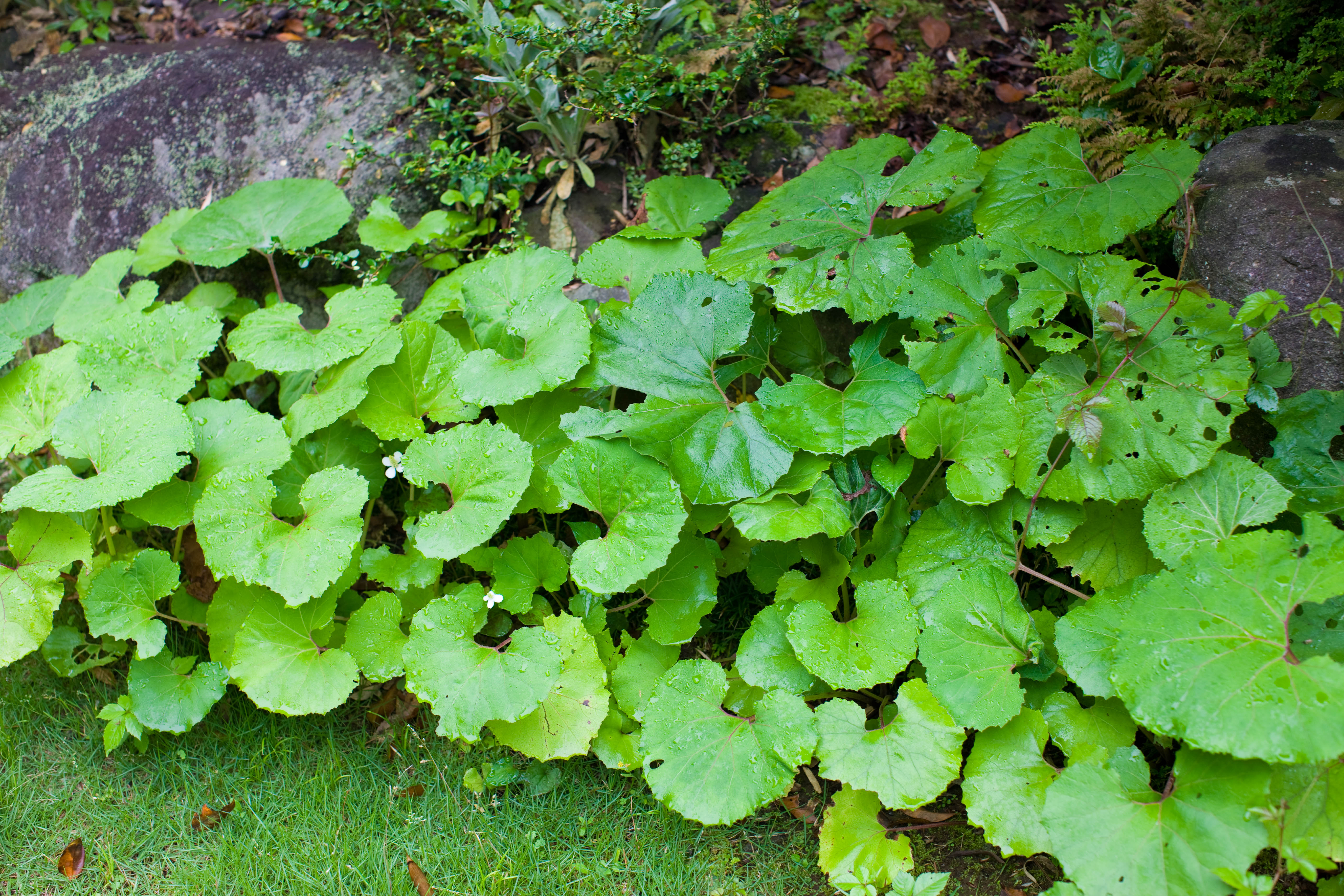
Белокопытник японский, заросли растений после цветения

Вегетационный период у растения начинается с роста цветоносов, достигающих в высоту 40 см. Желтовато-белые или желтовато-зеленоватые цветки собраны в корзинки. Число корзинок на цветоносе — до 30 штук, они собраны в общее щитковидное соцветие. После окончания цветения цветоносы продолжают расти и к моменту плодоношения могут вытянуться в высоту до одного метра.
Листья появляются позже; в условиях Сахалина они развиваются в течение мая. У растений этого вида — самые крупные листья не только среди белокопытников, но и вообще среди всех растений семейства Астровые: ширина листовой пластинки достигает 100 см, а иногда и 150 см, а длина черешка — 200 см (обычная длина — от 70 до 150 см). Листья почковидные, ярко-зелёные или темно-зелёные сверху и белые войлочные с нижней стороны. Отмирают листья с первыми осенними заморозками.
Семена созревают в июне. Они способны прорастать сразу после созревания.

## Применение
Белокопытник японский стал первым видом среди белокопытников, для которого были научно доказаны противовоспалительные и противоаллергические свойства его отдельных компонентов.
В Японии Белокопытник японский выращивают как овощную культуру и употребляют в пищу, причём культивировать его начали уже в период Хэйан (на рубеже первого и второго тысячелетия). Молодые соцветия собирают весной и жарят на масле или отваривают, а листья в варёном или консервированном виде используют при приготовлении суши. Две трети всего белокопытника, выращиваемого в Японии, приходится на префектуру Айти. В России в меню японских ресторанов также можно встретить это растение — в описании блюд оно фигурирует под названиями «фуки» или «болотный ревень».

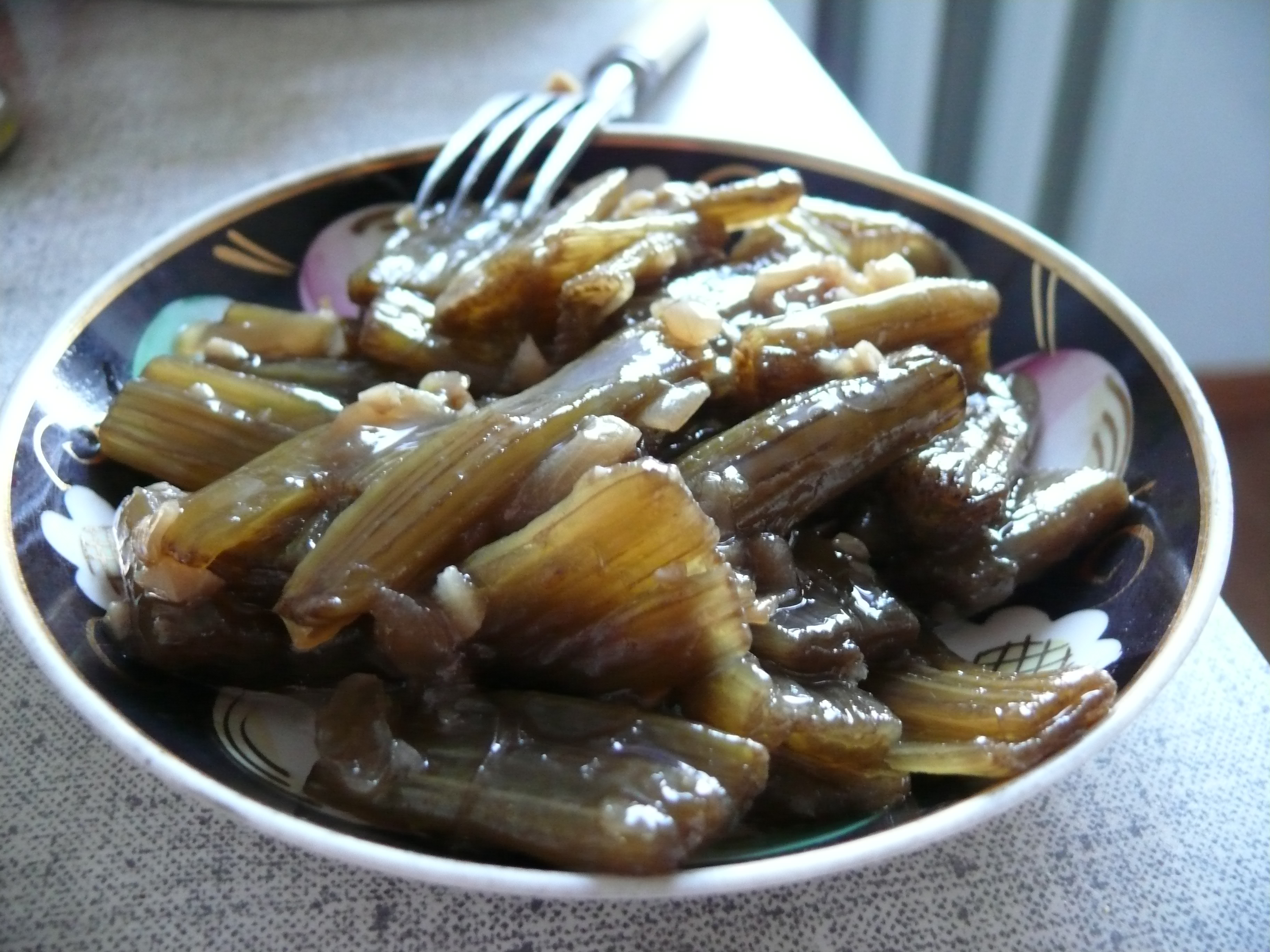
Готовое блюдо из вегетативных стеблей белокопытника японского

На Сахалине ранним летом собирают черешки вегетативных листьев и после специальной обработки употребляют в пищу
Чрезвычайно декоративный многолетний вид. Может использоваться в декоративном садоводстве как почвопокровное растение, способное быстро занимать свободные площади и подавлять сорняки.
См. также раздел «Применение» в статье «Белокопытник».

## Систематика

### Синонимы
- Petasites amplus Kitam. (1932) [1] — Белокопытник широкий, или Белокопытник величественный

По информации базы данных The Plant List (2013), в синонимику вида входят приведённые ниже названия, а название Petasites amplus Kitam. является синонимом подвида Petasites japonicus subsp. giganteus (F.Schmidt ex Trautv.) Kitam.
- Nardosmia japonica Siebold & Zucc. — Нардосмия японская
- Nardosmia japonica Sieb ex Sieb ex Zucco
- Nardosmia japonica subsp. japonica
- Petasites albus A.Gray
- Petasites japonicus var. japonicus
- Petasites japonicus subsp. japonicus
- Petasites liukiuensis Kitam.
- Petasites spurius Miq.
- Tussilago petasites Thunb.